# Paratropis seminermis
Paratropis seminermis är en spindelart som beskrevs av Lodovico di Caporiacco 1955. Paratropis seminermis ingår i släktet Paratropis och familjen Paratropididae.
Artens utbredningsområde är Venezuela. Inga underarter finns listade i Catalogue of Life.